# Músculo dilatador de la nariz

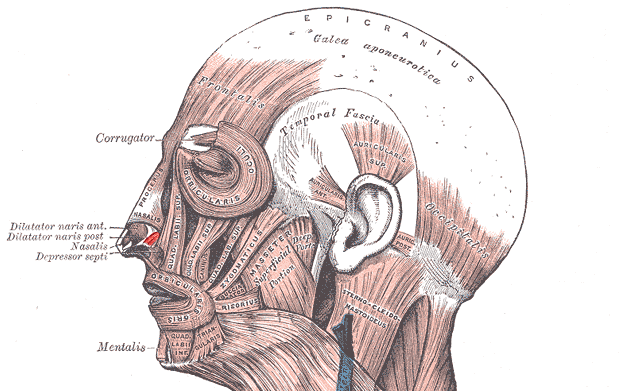
Músculo dilatador de la nariz.

El músculo dilatador de la nariz o dilatador de las aberturas nasales o nasal (Dilatator naris) es un músculo de la cara, se encuentra en la parte inferior de la nariz. Es una lámina muscular delgada, muy atrofiada en el hombre.
- Forma: pequeño, delgado, aplanado y triangular
- Ubicación: sus fibras se extienden en el espesor del ala de la nariz, del surco nasolabial al borde lateral de la narina correspondiente.
- Descripción: Posteriormente se une a la piel del surco nasolabial. Las fibras que se aplican sobre el cartílago del ala de la nariz alcanzan el borde inferior del ala de la nariz y se fijan en la cara profunda del tegumento.
- Función: funcionar
- Inervación: Nervio Temporofacial.